# Régis Voyron

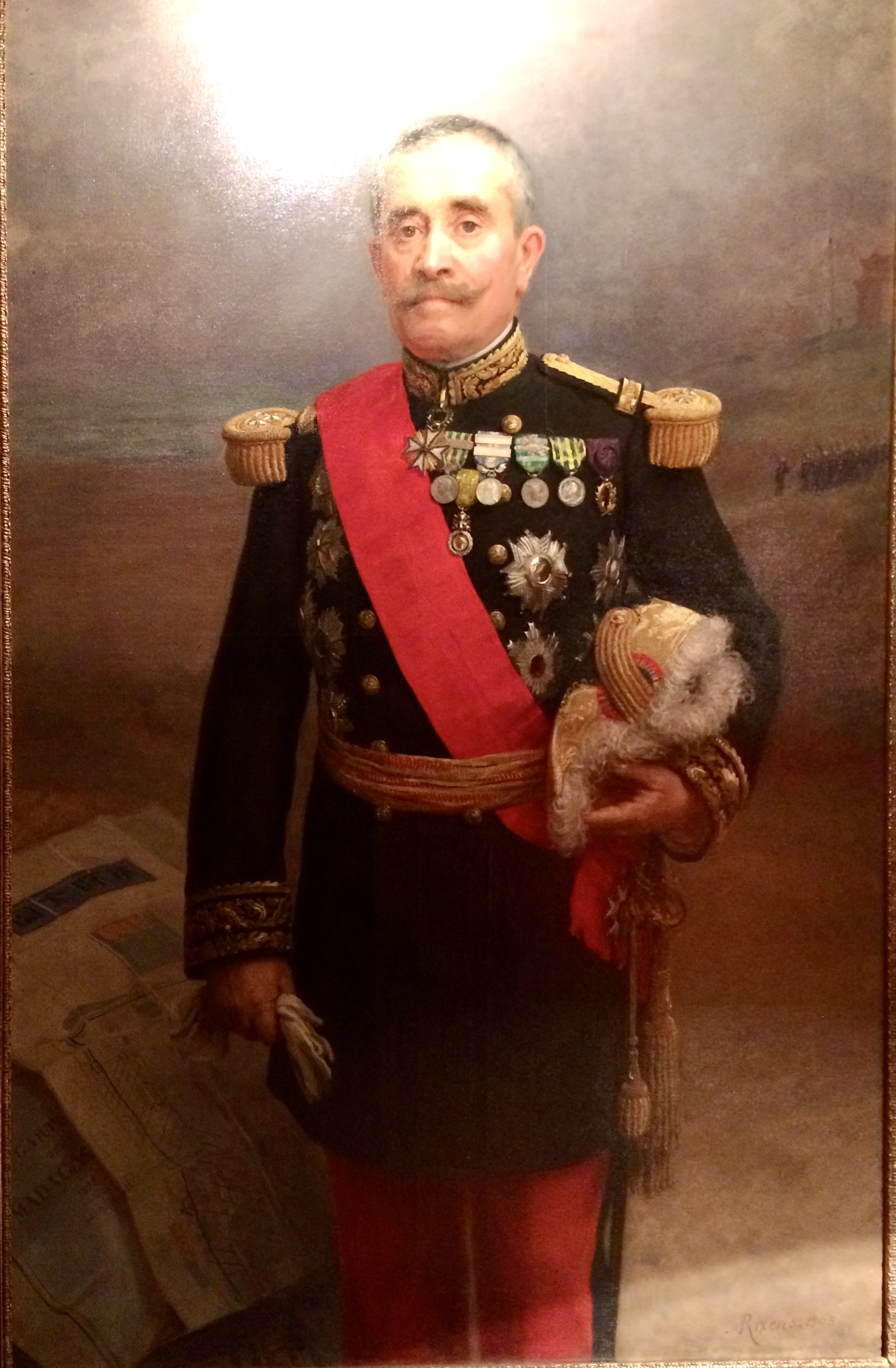
Le général Voyron par Jean-André Rixens en 1903

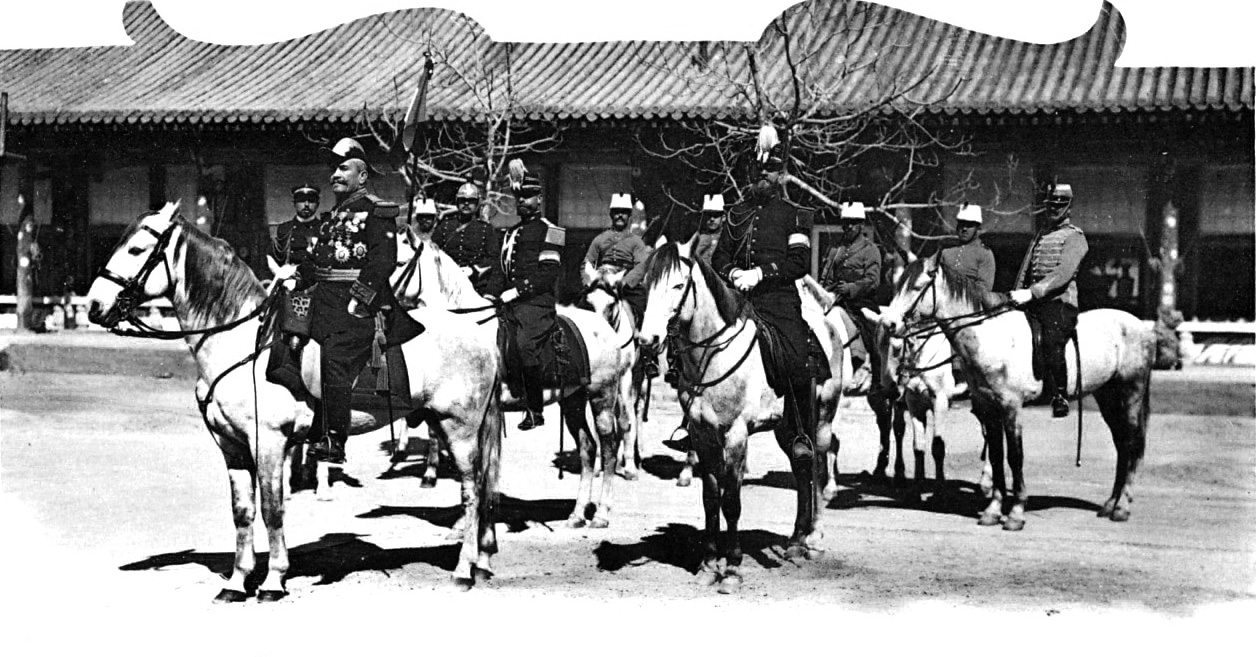
M. le général Voyron, Commandant en chef, et ses officiers d’ordonnance, à Pékin, dans l’une des cours du quartier général.

Émile Jean François Régis Voyron, né le 5 août 1838 à Dieulefit et mort le 26 novembre 1921 à La Voulte-sur-Rhône, est un général français, grand-croix de la Légion d'honneur et médaillé militaire.

## Biographie
Il entre à l'école Saint-Cyr en 1858. Il devient sous-lieutenant à sa sortie au sein du 1er régiment d'infanterie de marine des troupes coloniales.
Promu lieutenant en 1863 alors qu'il est en Martinique. Il part ensuite pour la Cochinchine en 1864 où il devient capitaine.
Rapatrié en France en 1870, il est blessé durant la bataille de Bazeilles alors qu'il sert dans le 12e corps d'armée lors de la guerre franco-prussienne de 1870. Il est alors interné à Leipzig jusqu'en 1871.
En 1872, il est envoyé en Nouvelle-Calédonie où il reste quatre ans. Nommé lieutenant-colonel, il sert au Sénégal à deux reprises. Nommé colonel en 1885, il commande le 4e régiment d'infanterie de marine puis part pour le Tonkin en 1887. Le 17 juin 1891, il est promu général de brigade.
Il devient par la suite Inspecteur général au Dahomey (aujourd'hui le Bénin). En 1895, il part pour le Madagascar en tant que commandant supérieur des troupes de la 2e brigade du Corps expéditionnaire lors de l'expédition de Madagascar. Il affronte l'armée malgache, retranchée derrière des fortifications, à Andriba le 21 août 1895 et en sort victorieux. Le lendemain, la vallée d'Andriba est également prise sans le moindre coup de feu. Le 1er octobre 1895, la reine Ranavalona III signe le traité du protectorat.
En 1896, il prend le commandement de la brigade de Cherbourg.
Par la suite Inspecteur général aux Antilles, il est promu général de division en 1898. Il commande le corps expéditionnaire français en Chine en 1900 lors de la révolte des Boxers. À la fin de la révolte en 1900, il est nommé membre du Conseil supérieur de la guerre,.
Il est élevé à la dignité de grand-croix de la Légion d'honneur le 17 septembre 1901 puis décoré de la  médaille militaire le 4 septembre 1904.

## Grades
- Sous-lieutenant (1860) au 1er régiment de Marine
- Lieutenant (1863) au 3e régiment
- Capitaine (1870) au 2e régiment
- Chef de bataillon aux Tirailleurs Sénégalais
- Lieutenant-colonel (1882) au 4e régiment de Marine
- Colonel (1885) au 2e régiment de Tirailleurs Tonkinois
- Général de brigade (1891) Commandant les troupes d'Indochine
- Commandant la 2e Brigade du corps expéditionnaire de Madagascar
- Inspecteur Général des Troupes de Marine
- Général de division (1898)
- Commandant en Chef du Corps Expéditionnaire de Chine
- Membre du Conseil Supérieur de la Guerre
- Président du Comité Consultatif des colonies
- Chargé de Mission en Indochine

Maintenu en activité sans limite d'âge pour avoir exercé le commandement en chef d'une armée devant l'ennemi
52 ans de service actif, 32 campagnes, 1 blessure, 10 citations

## Décorations
- Médaille militaire (4 septembre 1904)
- Grand-croix de la Légion d'honneur (17/09/1901)
  - Grand officier (30/12/1895)
  - Commandeur (3/05/1889)
  - Officier (3/04/1883)
  - Chevalier (31/01/1872)
- Médaille des expéditions de Cochinchine, Cambodge, Sénégal, Soudan, Tonkin, Annam, Madagascar, Chine,
- Médaille commémorative de la guerre 1870-1871,
- Officier des Palmes Académiques,
- Grand-Croix de l'Ordre de Saint-Alexandre Nevski avec les aigles (Russie),
- Ordre du Soleil levant (Japon),
- Ordre de Léopold (Belgique),
- Nichan Iftikhar (Tunisie),
- Ordre de l'Étoile d'Anjouan(Comores),
- Ordre du Dragon d'Annam (Royaume d'Annam),
- Military order of Dragon (États-Unis)